# Er kann’s nicht lassen
Er kann’s nicht lassen ist ein Kriminalfilm aus dem Jahr 1962. Die deutsche Produktion entstand unter der Regie von Axel von Ambesser. In der Hauptrolle ist Heinz Rühmann zu sehen.

## Handlung
Pater Brown kann's nicht lassen, er wurde extra vom Bischof auf die abgelegene Inselgemeinde Abbotts Rock versetzt, damit er nicht mehr ständig auf den Titelseiten der Zeitungen erscheint. Aus Neugier verfolgt er eine Katze, die ihn in einen unbekannten Kellerraum zu einem verschollenen Gemälde von van Dyck führt. Es wird aus der Kirche gestohlen und von Pater Brown sehr geschickt wiederbeschafft und gesichert, die schweren Jungen zur Beichte gebeten. Dennoch führt dies zu einer Beschwerde beim Bischof seitens Inspektor O’Connor, weil er aufgrund des Beichtgeheimnisses vom Pater keine Information über die Täter erhält, dazu wieder extreme Schlagzeilen, was dem Bischof gar nicht gefällt. Er lässt ihn wieder versetzen, diesmal in die wohlhabende Gemeinde Darroway, wo das letzte Verbrechen vor sechs Jahren stattfand – ein gestohlener Golfball. Doch schon bei seiner Ankunft muss er einen Streit zwischen Lord Bannister und Lord Darroway schlichten. Er erfährt von einem Fluch, der auf den Schlossherren von Darroway liege. Aber er glaubt nicht daran und vermutet hinter den beiden angeblichen Unfällen Morde. Seine weiteren Recherchen führen ihn nach Dublin, wo er eine Mörder- und Rauschgiftschmugglerbande überführt.
Dennoch wird er zum Schluss, zusammen mit dem Sekretär Malone, nach Zentralafrika gebracht, damit ihn kein neuer Fall ereilt.

## Produktion
- Die Geschichten von Gilbert Keith Chesterton um Pater Brown dienten als Vorlage für den Film.
- Die Uraufführung des Films erfolgte am 19. Oktober 1962.[1]
- Der Anfang des Films spielt auf der Insel Abbotts Rock, wurde aber tatsächlich auf der Irischen Halbinsel Howth Head 10 km nördlich von Dublin gedreht.
- Unter anderem diente das Schloss Anif bei Salzburg als Filmkulisse.[1]

## Kritik
„Schwerfällige Fortsetzung von Chestertons Detektivgeschichte „Das schwarze Schaf“. Pater Brown, vom Bischof zuerst auf eine kleine Insel, dann in ein entlegenes Dorf strafversetzt, klärt diesmal einen Gemäldediebstahl auf und löst anschließend eine Erbschafts-, Rauschgift- und Mordaffäre.“

„Zum zweiten Mal nach „Das schwarze Schaf“ (1960) spielte Heinz Rühmann den Pater mit dem kriminalistischen Instinkt nach einer Vorlage von G.K. Chesterton. Auch hier stimmen die Zutaten – es bleibt also dem Zuschauer überlassen, ob er ‚Er kann’s nicht lassen‘ als wenig originellen Abklatsch oder unterhaltsame Weiterführung des ersten Teiles sieht.“

„Von der Pfiffigkeit des kriminalistisch veranlagten Geistlichen ist nichts mehr geblieben. Ab 16 möglich, aber ohne Empfehlung.“